# Juan Bautista Monserrat
Juan Bautista Monserrat Mesanza (Zaragoza, 29 de diciembre de 1949) es un abogado y político aragonés. Licenciado en derecho y ciencias empresariales, ejerció de profesor de Derecho en la Escuela de Artes y desde marzo de 1987 es letrado en el Ayuntamiento de Zaragoza.
Fue teniente de alcalde con el PSOE en el Ayuntamiento de Zaragoza entre 1979 y 1982, y después diputado por Zaragoza con el CDS, siendo parte de la ejecutiva regional.
Entre los años 1987 y 1991 fue presidente de las Cortes de Aragón.
Desde el 5 de mayo de 1993, con el apoyo del PP y PSOE y la oposición del PAR y IU (que apoyaban la reelección de Emilio Gastón), fue nombrado Justicia de Aragón, cargo que ocupó hasta el 25 de mayo de 1998.
| Predecesor: Emilio Gastón Sanz | Justicia de Aragón 05/05/1993-25/05/1998 | Sucesor: Fernando García Vicente |